# Ricky Lawless
Medardo Jim "Jimmy" Leon Jr. (Washington D.C., 1959 - Baltimore, 30 november 1988), beter bekend onder zijn ringnaam "Bad Boy" Ricky Lawless, was een Amerikaans professioneel worstelaar, trainer en promotor. Hij debuteerde begin jaren tachtig als professioneel worstelaar en trad sindsdien regelmatig op de International Championship Wrestling en de National Wrestling Federation. In 1984 werd hij onder de ringnaam Jim Nunna de eerste kampioen zwaargewicht op de American Wrestling Federation in Georgia. Daarna startte Lawless onder zijn echte naam Jim Leon een worstelaar school en trainde samen met Dave Coleman worstelaars als Steve "The Brawler" Lawler, "Playboy" Bobby Starr, Axl Rotten en Joey Maggs. Met Maggs teamde hij op als The Heavy Metal Connection. Onder deze naam traden ze samen op in de Midden-Atlantische staten en waren actief als promotors in Mississippi en Louisiana. Lawless' carrière kwam vroegtijdig ten einde toen hij werd vermoord door een jaloerse echtgenoot. De aanleiding voor de moord op Ricki Lawless werd gebruikt door Hustler voor een tentoonstelling.

## Kampioenschappen en prestaties
- American Wrestling Federation
  - AWF Heavyweight Championship (1 keer, eerste)

- Southern Championship Wrestling1
  - SCW Southern Tag Team Championship (2 keer) - met Joey Maggs

- Star Cavalcade Wrestling
  - SCW Heavyweight Championship (1 keer)
  - SCW Tag Team Championship (1 keer) - met Axl Rotten